# Visserskapel (Bredene)

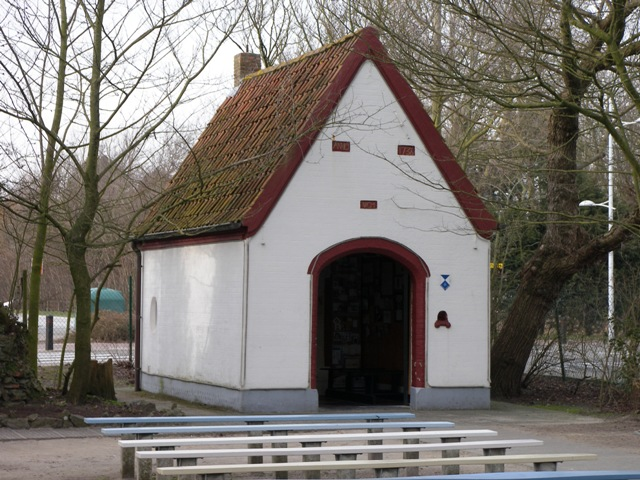
De Visserskapel O.L.V. ter Duinen

De Visserskapel (ook: Onze-Lieve-Vrouw-ter-Duinen of Breeningskapel) is een kapel in de West-Vlaamse plaats Bredene, gelegen aan de Kapelstraat.

## Geschiedenis
Tussen 1710 en 1715 werd langs de toegangsweg tot de duinen een staakmadonna geplaatst.
In 1717 werd een houten kapel opgericht die in 1736 werd vervangen door een bakstenen exemplaar. Het is een eenvoudig gebouwtje onder zadeldak met een puntgevel, waarin de gevelstenen 1736 en W.G.M. (Wees Gegroet Maria). Het eerste Mariabeeldje werd in 1907 gestolen en snel vervangen door het huidige.
Het interieur wordt overwelfd door een tongewelf. Er is een neogotisch altaar en, aangezien het om een bedevaartplaats gaat, zijn ook tal van ex voto's in de kapel aanwezig, evenals afbeeldingen van sloepen. De bedevaart was vooral geliefd bij de vissers. Ook tegenwoordig wordt elke derde zondag van mei nog een bedevaart naar de kapel gehouden.
Buiten de kapel is een parkje, en daar werd in 1954 nog een altaarkapel gebouwd, en een processiepark met Lourdesgrot en een achttal staties. 
De kapel werd in 1982 geklasseerd als monument en de omgeving ervan als beschermd dorpsgezicht.